# Marjan Marinšek
Marjan Marinšek, slovenski kulturnik, pravnik, zbiratelj, citrar in pisatelj, * 31. januar 1941, Kozje, Slovenija, † 14. november 2011, Slovenj Gradec, pokopan: Žalec, Slovenija.

## Življenje
Po končani osnovni šoli se je vpisal na celjsko gimnazijo. Po maturi je študiral pravo v Ljubljani, tako da je bil po poklicu univerzitetni diplomirani pravnik. Zaposlil se je v Železarni Štore, leta 1968 pa v Gorenju, kjer je bil prvi pravni referent. Leta 1970 je opravljal sodniško prakso na Okrožnem sodišču v Celju in istega leta opravil pravosodni izpit. Leta 1974 je bil izvoljen za podpredsednika Izvršnega sveta občine Velenje. Leto kasneje je bil imenovan za ravnatelja novega Kulturnega centra Velenje (danes Kulturni dom Ivana Napotnika), ki ga je moral šele ustanoviti. Ravnateljeval je do leta 1987, od tedaj do upokojitve leta 2007 je bil vodja prireditvenih dejavnosti.
Prijateljeval je s pisateljico Astrid Lindgren. Večkrat je imel z njo intervjuje, obiskal pa jo je tudi na Švedskem. Kasneje je o njej napisal knjigo. 
Najbolj je poznan po velenjski prireditvi Pikin festival, ki je od leta 1990 do danes postala poznana tudi izven meja Slovenije.

## Zbiratelj
V prostem času je zbiral razglednice Maksima Gasparija, stare šolske predmete, ljubiteljsko se je ukvaral s fotografijo. Kot navdušeni citrar je bil poleg njihovega zbiranja tudi eden izmed ustanoviteljev Citrarskega društva Slovenije in njihov častni član.